# Дюси, Жан-Франсуа
Жан Франсуа Дюси (фр. Jean-François Ducis; 14 августа 1733 или 22 августа 1733[…], Версаль — 31 марта 1816 или 30 марта 1817, Версаль) — французский драматург и поэт, член французской академии. Осуществленные Дюси адаптации пьес Шекспира составили целую эпоху в их восприятии французской литературой и театром. В русской транслитерационной традиции, начиная с XVIII века — Дюсис.

## Биография и творчество
Жан Франсуа Дюси родился 23 августа 1733 года в Версале в незнатной семье выходца из Савойи, получил религиозное образование.
Дебютировал трагедией «Amélise» (1768). Автор первых французских классицистических переделок пьес Еврипида, Софокла и Шекспира («Гамлет», «Отелло», «Ромео и Джульетта», «Король Лир»), при создании последних пользовался переводами П.-А. де Лапласа (сам он не знал английского языка). «Гамлет» совершенно изменён; в «Ромео и Джульетту» введен дантовский эпизод об Уголино, «Король Лир» превращен в сентиментальную мелодраму во вкусе XVIII века и так далее.
Но только в таком виде тогдашняя французская публика могла переварить «пьяного дикаря» Шекспира. В России в начале XIX века Шекспир был известен преимущественно в обработках французского драматурга. Из оригинальных драм и трагедий Дюси имели большой успех в своё время две пьесы: «Эдип у Адмета» («Oedipe chez Admète», 1778) и «Абюфар, или Арабская семья» («Abufar ou la Famille, Arabe», 1778; русский перевод Гнедича 1802).
В религиозной, поэзии Дюси («De la Sagesse») больше истинного трагизма, чем во всех его трагедиях для сцены. Ревностный легитимист и католик, Дюси отказался от ордена почетного легиона и от звания сенатора, предложенных ему Наполеоном.
Дюси был очень популярен среди современников благодаря своей беспримерной доброте; его друзьями были все выдающиеся люди того времени. Он вёл обширную корреспонденцию, в которой отразилась его высоко настроенная, гуманная душа. Сочинения Дюси собраны и изданы в 1819—1826 годах; за ними последовали «Œuvres Posthumes» (1827). Корреспонденция Дюси, с биографической заметкой, издана П. Альбером.